# Melese signata
Melese signata là một loài bướm đêm thuộc phân họ Arctiinae, họ Erebidae.